# Gurage

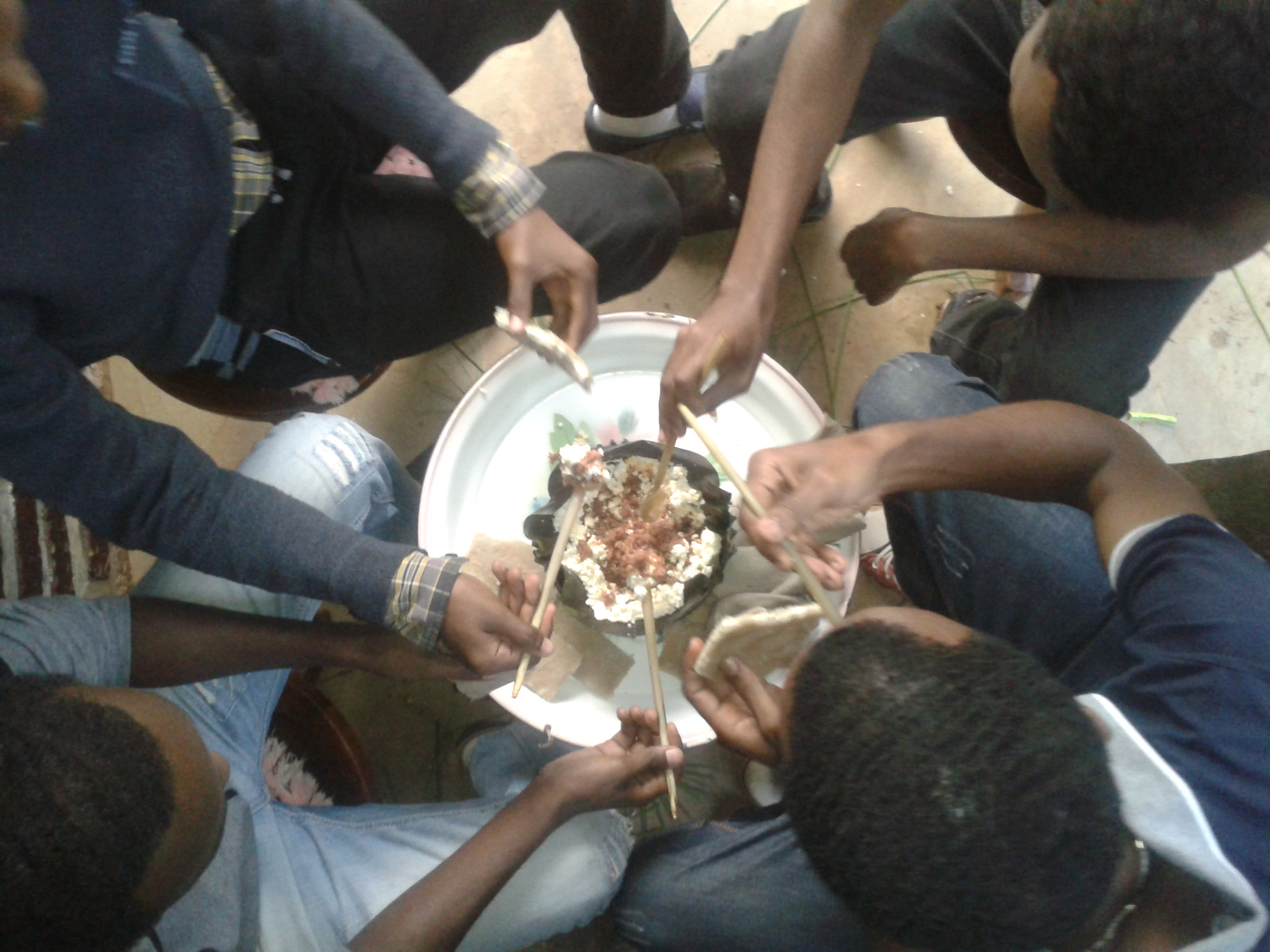
Gemeinsames Essen bei den Gurage

Mit dem Begriff Gurage werden mehrere ethnische Gruppen in Äthiopien bezeichnet, die sich kulturell und historisch als zusammengehörig betrachten.
Sie sprechen mehrere Sprachen, die zum Teil sehr nahe miteinander verwandt sind und zu der semitischen Sprachfamilie gehören. Sie stehen aber phonetisch, lexikalisch wie grammatisch unter starkem Einfluss kuschitischer Sprachen (10 Vokalphoneme im Vergleich zu 7 im Amharischen).
Die Gurage gelten bei den anderen Völkern Äthiopiens als arbeitsam und handwerklich begabt. Ursprünglich leben sie in den fruchtbaren Bergregionen um Weliso, 100 km südwestlich von Addis Abeba, inzwischen leben aber viele von ihnen als Arbeiter in Addis Abeba und anderen Städten Äthiopiens. Das ursprüngliche Siedlungsgebiet der Gurage ist heute Teil der Äthiopischen Südprovinz (Region der südlichen Nationen, Nationalitäten und Völker), in welcher viele der kleineren Ethnien des südwestlichen Äthiopiens zusammengefasst sind. 
Sie gehören zu etwa gleichen Teilen der äthiopisch-orthodoxen Kirche wie dem Islam an. Das auffälligste Merkmal ihrer eigenständigen Kultur sind ihre großen, runden Häuser. Ihre Ernährungsgrundlage bildet das Mark der „Falschen Banane“ (Ensete). Bekannt sind die Gurage außerhalb ihrer Region vor allem für die typische Zubereitung von Kitfo, ihrem Nationalgericht aus rohem, fein gehacktem Rindfleisch, das mit Mitmita (gewürztes Chilipulver) sowie zerlassener Butter zubereitet und zusammen mit Frischkäse gereicht wird. 
Der Ursprung des Volkes liegt im Unklaren; es wird vermutet, dass ihre Vorfahren Abkömmlinge einer Militärexpedition des Aksumitischen Königreichs ins südliche Hochland des heutigen Äthiopiens waren. Ihre Anzahl wird auf ca. 1,8 Millionen (zwei Prozent der äthiopischen Bevölkerung) geschätzt.
Die Silt'e wurden bis in die 1990er Jahre als 'Ost-Gurage' bezeichnet, mittlerweile sind sie jedoch als eigenständige ethnische Gruppe anerkannt.